# Häuser Dombach
Häuser Dombach ist ein Ortsteil im Stadtteil Sand von Bergisch Gladbach.

## Geschichte
Häuser Dombach heißt sowohl die Ortschaft als auch der historische Verkehrsweg, der von der Dombach-Sander-Straße nach Halfen Dombach führt. Der Name der Hofstelle Häuser Dombach ist erstmals für 1731 belegt. Er hat sich aus dem Familiennamen der Sippe Häuser (oder Heuser) gebildet, die vom Hauserhof bei Dürscheid stammte und in das Dombachtal übergesiedelt war. Es handelt sich demzufolge um einen Hof der Familie Häuser an dem
Fließgewässer Dombach.
Aus Carl Friedrich von Wiebekings Charte des Herzogthums Berg 1789 geht hervor, dass Häuser Dombach zu dieser Zeit Teil der Honschaft Herkenrath im gleichnamigen Kirchspiel war.
Unter der französischen Verwaltung zwischen 1806 und 1813 wurde das Amt Porz aufgelöst und Häuser Dombach wurde politisch der Mairie Gladbach im Kanton Bensberg zugeordnet. 1816 wandelten die Preußen die Mairie zur Bürgermeisterei Gladbach im Kreis Mülheim am Rhein.
Der Ort ist auf der Topographischen Aufnahme der Rheinlande von 1824 ohne Namen und auf der Preußischen Uraufnahme von 1840 als Häuserdombach verzeichnet. Ab der Preußischen Neuaufnahme von 1892 ist er auf Messtischblättern regelmäßig als Häuser-Dombach, ab 1954 als Häuser Dombach verzeichnet.
| Jahr | Einwohner | Wohn- gebäude | Kategorie | Politische / kirchliche Zugehörigkeit                      |
| ---- | --------- | ------------- | --------- | ---------------------------------------------------------- |
| 1845 | 25        | 3             | Hofstelle | Bürgermeisterei Gladbach, Gemeinde Sand, Pfarre Herkenrath |
| 1871 | 22        | 3             | Hofstelle | Bürgermeisterei Gladbach                                   |
| 1885 | 26        | 4             | Wohnplatz | Bürgermeisterei Gladbach                                   |
| 1895 | 19        | 4             | Wohnplatz | Bürgermeisterei Gladbach, Kirchspiel Herkenrath            |
| 1905 | 15        | 4             | Wohnplatz | Bürgermeisterei Gladbach, katholische Pfarre Herkenrath    |